# Лисичово
Лиси́чово (Лисичево) — село в Керецьківській сільській громаді Хустського району Закарпатської області України.

## Назва

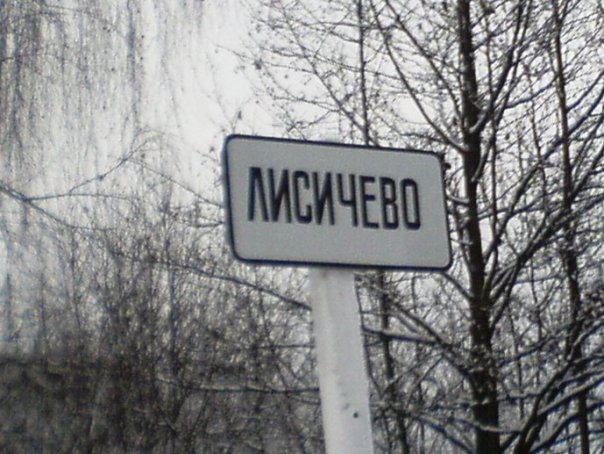
Вказівник при в'їзді в село Лисичево

Лисичово відоме з 1389 року під назвою «Liszica». Згодом, у 1465 році фігурує назва «Liszicza», у 1466 — «Lissica». У 1517 році — «Rawasmezew», а в 1662 році — «Ravaszmező». До 1918 року була назва «Rókamező». У 1995 р. назву села Лисичево було змінено на сучасну.

## Географія
Село простягається вздовж берегів річки Лисичанка, що впадає в ріку Боржаву. 
Лисичово розташоване за 45 км від районного центру — міста Хуст, та 30 км від залізничної станції Свалява.

### Клімат
Клімат у Лисичові вологий континентальний, сприятливий для садівництва та виноградарства. На клімат сильно впливає захищеність хребтом Полонина Боржава від холодних вітрів з півночі. Характерна тривала осінь, однак у листопаді часто спостерігаються заморозки. Зима за тривалістю відповідає календарній, відзначаються нетривалі відлиги, щорічно утворюється сніговий покрив. Ранній весні сприяють теплі вітри з Середньодунайської рівнини.
Середньорічна температура повітря становить 7 °С, найнижча вона у січні (мінус -4,7 °С), найвища — в липні (17,6 °С). У середньому за рік в Лисичові випадає 1280 мм атмосферних опадів, найменше їх у лютому, найбільше у липні.
| Клімат Лисичова                            | Клімат Лисичова | Клімат Лисичова | Клімат Лисичова | Клімат Лисичова | Клімат Лисичова | Клімат Лисичова | Клімат Лисичова | Клімат Лисичова | Клімат Лисичова | Клімат Лисичова | Клімат Лисичова | Клімат Лисичова | Клімат Лисичова |
| Показник                                   | Січ.            | Лют.            | Бер.            | Квіт.           | Трав.           | Черв.           | Лип.            | Серп.           | Вер.            | Жовт.           | Лист.           | Груд.           |                 |
| Середній максимум, °C                      | −1,9            | 0,2             | 4,9             | 12,1            | 17,2            | 20,2            | 21,8            | 21,9            | 17              | 11,3            | 5,9             | −0,3            |                 |
| Середня температура, °C                    | −4,7            | −3,2            | 0,8             | 7,2             | 12,5            | 15,9            | 17,6            | 17,4            | 12,6            | 7,3             | 2,7             | −2,7            |                 |
| Середній мінімум, °C                       | −7,6            | −6,6            | −3,4            | 1,6             | 6,9             | 10,6            | 12,5            | 12,3            | 8               | 3,5             | −0,2            | −5,2            |                 |
| Середня кількість сонячних годин на місяць | 2,9             | 3,9             | 5,8             | 8,7             | 10,1            | 10,8            | 10,6            | 9,9             | 7,4             | 5,2             | 4,0             | 2,5             |                 |
| Норма опадів, мм                           | 94              | 89              | 93              | 93              | 126             | 128             | 135             | 98              | 102             | 106             | 104             | 112             |                 |
| Днів з дощем                               | 11              | 10              | 10              | 11              | 12              | 12              | 12              | 9               | 9               | 9               | 10              | 11              |                 |
| Вологість повітря, %                       | 84              | 82              | 78              | 72              | 73              | 75              | 78              | 75              | 78              | 82              | 84              | 85              |                 |
| ------------------------------------------ | --------------- | --------------- | --------------- | --------------- | --------------- | --------------- | --------------- | --------------- | --------------- | --------------- | --------------- | --------------- | --------------- |
| Джерело: ,                                 |                 |                 |                 |                 |                 |                 |                 |                 |                 |                 |                 |                 |                 |

## Історія
Вперше Лисичово згадується в документі за 1383 рік.

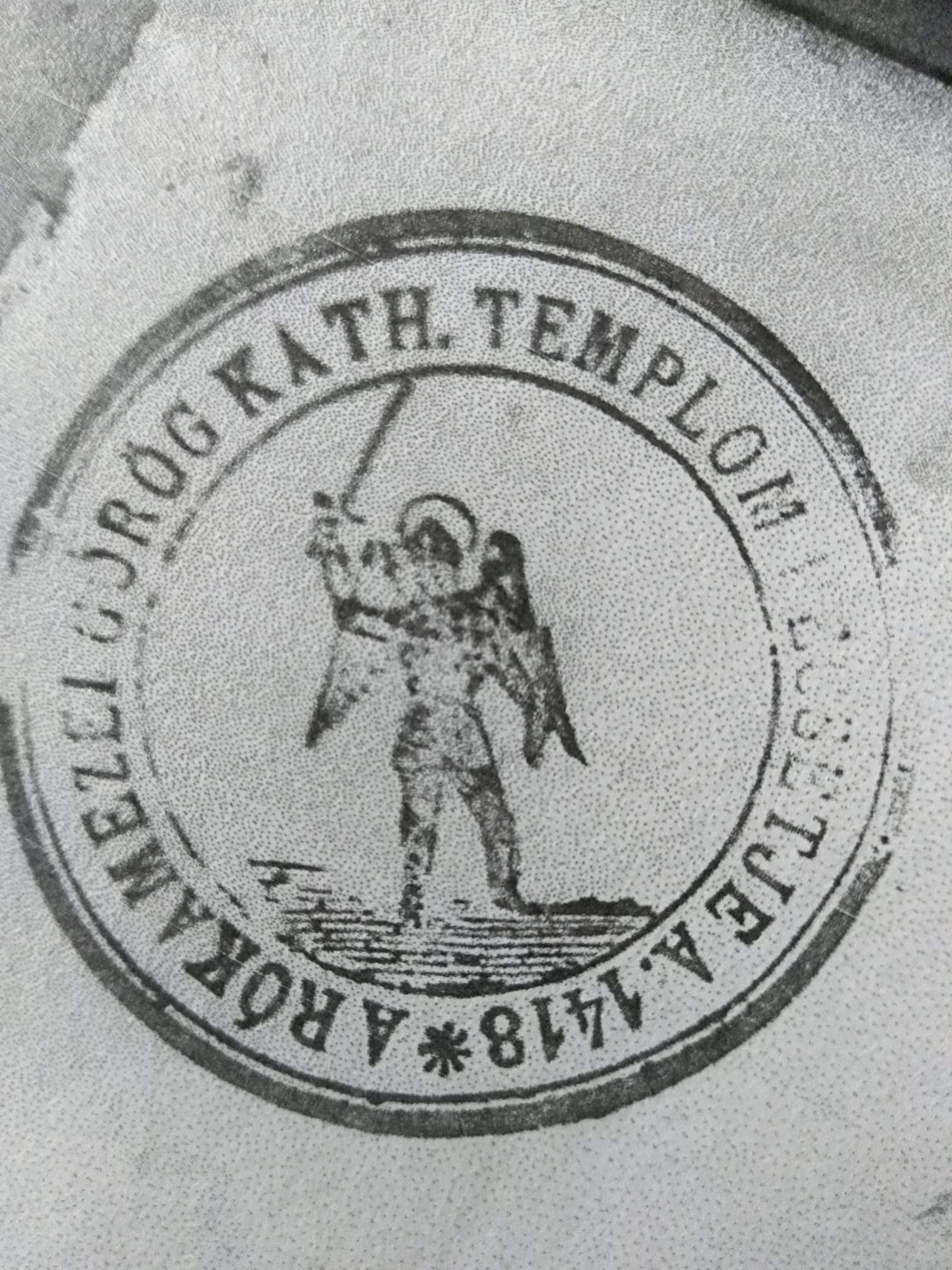
Стара церковна греко-католицька печатка з мадярською назвою села «Rokamezei» (Лисиче поле) і датою реєстрації церковної громади Лисичева — 1418 р.

З XV століття Лисичово належить родині феодалів Долгаї, основною резиденцією яких було село Довге — центр Довжанської домінії.
У 1550 року селом володів Дьєрдь Долгаї та Імре Долгаї, а в 1600 році — Янош Долгаї.
За переписом 1715 року село вважалось закинутим, а в 1720 році тут мешкало тільки 6 селян.
У 1760-х роках граф Ласло Телекі заснував папірню в Лисичеві.
У 1795 році угорський дослідний Андраш Вальї у своїй книзі «Опис країни Угорщини» пише про Лисичево: «Лисичево, русинське село в Марамороській жупі неподалік кордону з Березькою жупою. В селі проживає 556 греко-католиків та 16 юдеїв. Є одна церква. Перебуває у власності графа Телекі».
З XV століття Лисичово належить родині феодалів Долгаї, основною резиденцією яких було село Довге — центр Довжанської домінії. У 1550 року селом володів Дьєрдь Долгаї та Імре Долгаї, а в 1600 році — Янош Долгаї.
За переписом 1715 року село вважалось закинутим, а в 1720 році тут мешкало тільки 6 селян. У 1708 році маєтки феодала Георгія Довгая були конфісковані урядом Габсбургів за участь у визвольній війні угорського народу 1703—1711 років проти австрійського панування, і село Лисичево перейшло у власність держави, а пізніше у власність графа Ласла Телекі, який брав участь у розгромі повстанців, за що й отримав від австрійського імператора Йозефа I Габсбурга (1678—1711) великі земельні наділи.
Для оживлення отриманого господарства Ласло Телекі переселяв чеських та німецьких колоністів у свої володіння. Німецькі поселенці вважалися не кріпаками, а робітниками (1 листопада 1781 року Йосиф II скасував кріпацтво в Чехії (Богемії), а потім у решті володінь Габсбургів).
У 1760-х роках граф Ласло Телекі заснував папірню в Лисичеві. Про цей період села в журналі «Зоря-Hajnal» (Ужгород, 1941) є такі відомості: «У с. Лисичево в 1760 році при помощи якогось предпринемателя з Польщі граф Телекі збудував фабрику на папір. Не била се фабрика в нинішнім понятію, але все таки на той час і на той околиці було се велике діло. Сися фабрика, або, як її називали, млин, на папери мала 3 вальці і 3 корита і поганялася силою води». У 1772 році підприємство продукувало 104 зв'язки першокласного паперу, 12 зв'язок другокласного паперу, 50 зв'язок «бубли». Основною сировиною для них були ганчірки та копита великих тварин, желатина, що йшла на виготовлення клейкої маси. Протягом 1780—1825 років на папір наносять філіграні (спеціальні водяні знаки) з елементами родинного герба графа Телекі та літерами «G» і «T» — «Grof Teleki». Ці знаки засвідчуються навіть у 1841 році. До речі, з цього паперу зроблена церковна «Книга реєстрації актів про народження села Кушниця і Лисичева 1820—1887 рр.», що зберігається в Державному архіві Закарпатської області.
Технологія виготовлення паперу в XVIII ст. була досить складною та трудомісткою. Паперова фабрика, яка працювала в Лисичеві, не змогла конкурувати за якістю паперу з іншими мануфактурами Австро-Угорщини й діяла до 1840 року, після чого її перепрофілювали.
У 1795 році угорський дослідний Андраш Вальї у своїй книзі «Опис країни Угорщини» пише про Лисичево: «Лисичево, русинське село в Марамороській жупі неподалік кордону з Березькою жупою. В селі проживає 556 греко-католиків та 16 юдеїв. Є одна церква. Перебуває у власності графа Телекі».
Австрійський підприємець Гамор на основі млина папірні, розташованого в урочищі Пасічний, створив більш потужну мануфактуру-кузню. Для цього були запрошені інженери та ремісники різних професій із сім'ями з інших територій Австро-Угорщини, у тому числі зі Словаків, Польщі, Чехії, Сілезії тощо, які перебудували її на металообробне підприємство й заснували державний залізоробний завод, що випалював чавун із місцевої руди.
На шахтах Лисичівського залізоробного заводу й належних йому рудниках було зайнято 260 осіб. У 1894 році шахти Лисичівського державного залізоробного заводу із добутої залізної руди виплавили 5766 центнерів заліза, оціненого в грошовому виразі рівно у 28426 форинтів. Процент чистої залізної руди становив від 15 до 30 відсотків.
На кадастрових мапах 1864 року, що зберігається в державному архіві області, можна побачити план розміщення Лисичівського державного залізоробного заводу й поруч на схід через канал понад 10 хат без земельних наділів, колонію-поселення для інженерів та ремісників різних професій із сім'ями. Ці дерев'яні хати з двосхилими дахами будували самі ремісники. Спочатку помешкання були покриті соломою, а пізніше дерев'яними шинглами. В середині XIX столітті в Австро-Угорщині виникає значний попит на вироби з чавуну і граф Телекі засновує Довжансько-Лисичівський залізоробний завод — «Dolha-Rókamezői vasgyár».
У 1853 році розпочинається будівництво високої доменної печі на довжанській дільниці заводу. Піч будувалась за проектом інженера Іоанна Мюллера та під керівництвом директора заводу Прігродні. Будівництво тривало досить довго. Довжанська частина заводу спеціалізується здебільшого на художньому литві з чавуну, а лисичівська — переважно на утилітарній продукції з металопрокату, який оброблявся в кузні. Продукція підприємства продавалася не тільки на внутрішньому ринку, але й експортувалася за кордон — до Сербії, Румунії, Угорщини та інших країн.
У джерелах за 1862 рік міститься інформація, що в селі було 166 будинків та проживало 850 русинів.
За переписом 1910-их років населення Лисичова становило 1733 чоловік. Серед них 1563 русини, 80 швабів (німців) та 28 угорців. В селі було 1562 греко-католиків, 98 римо-католиків та 69 юдеїв.
Після неврожайних 1930 та 1931 років у селі голодувало близько 200 селянських сімей, 200 мешканців змушені були емігрувати.
23 жовтня 1944 року радянські війська звільнили Лисичево від німецької окупації. До лав Червоної Армії вступили 86 місцевих жителів, 28 з них загинули на фронті. У 1967 році в селі встановлено пам'ятник на честь радянських воїнів-визволителів і воїнів-односельців, полеглих на полях битв Другої світової війни. Незважаючи на декомунізацію, місева влада відмовилася демонтувати пам'ятник радянському солдату, його вирішили «українізувати», а односельців, які загинули в Червоній армії — прирівнявти до воїнів ЗСУ, які загинули під час російсько-української війни.

## Населення
За переписом населення 1910 року в селі було 1733 мешканців :
- 80 німців
- 28 угорців
- 1563 русинів

З них:
- 69 юдеїв
- 98 римо-католики
- 1562 греко-католики

За переписом населення 1921 року в селі було 1494 мешканців :
- 1422 русинів
- 56 словаків
- 15 жидів
- 1 угорець

Згідно з переписом УРСР 1989 року чисельність наявного населення села становила 2915 осіб, з яких 1418 чоловіків та 1497 жінок.
За переписом населення України 2001 року в селі мешкало 3186 осіб.

## Мова
Розподіл населення за рідною мовою за даними перепису 2001 року:
| Мова       | Відсоток |
| ---------- | -------- |
| українська | 98,81 %  |
| словацька  | 0,82 %   |
| російська  | 0,38 %   |

## Водяна кузня Гамора

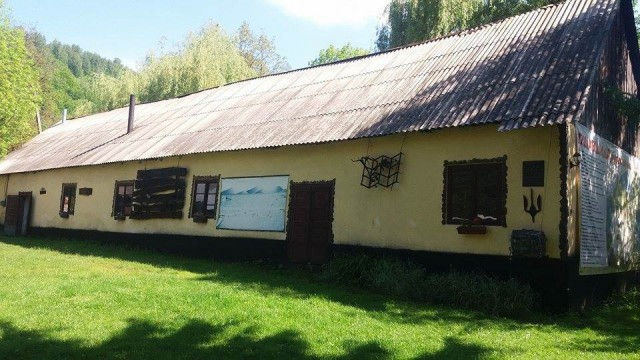
Водяна кузня Гамора

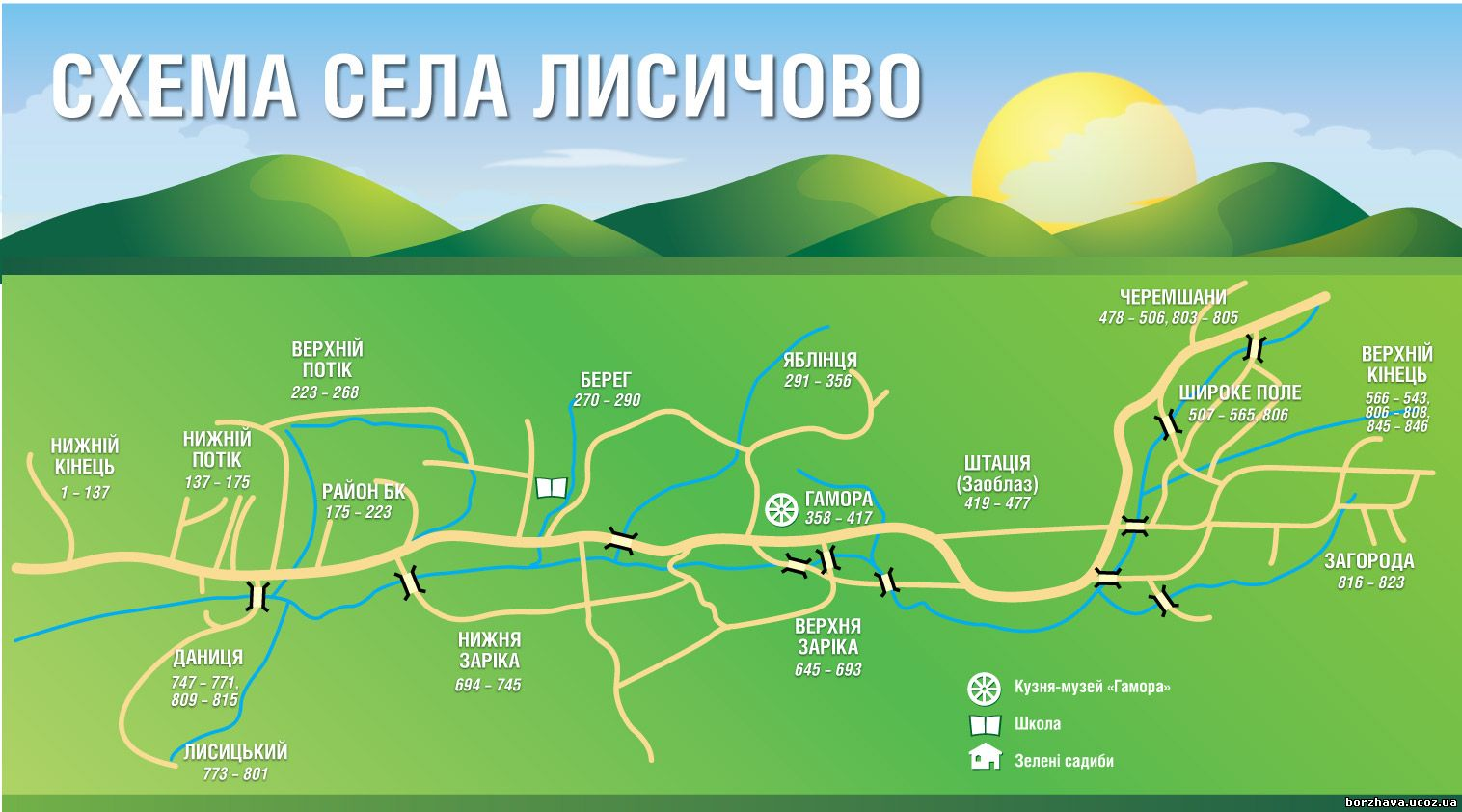

У селі розташована єдина в Україні діюча водяна кузня — «Гамора» (від нім. Hammer — молот) — історична пам'ятка XVIII ст, яка перебуває під охороною держави.
Основний будинок — довжиною 31 м, шириною 8,5 м, висотою — 7,75 м, на кам'яному фундаменті. Стіни західного, північного та південного фасадів викладені з природного каменю неправильної форми, не тиньковані. Стіна східного фасаду — дерев'яна, каркасна, тинькована; стіна, що розділяє внутрішній простір на дві половини, викладена з цегли. Перекриття балочне, на нього покладено настил з дощок. Дах двосхилий, зараз покритий азбестом. Вздовж східної стіни йде дерев'яний жолоб.
Водяний привід ковальського молота складається з дерев'яного барабана. Колесо з лопастями передаточного вала, дерев'яний брус 6,7 м, далі йдуть бічні опори передаточного вала 30: 50 см розрізу та підпора під вісь вала.
Робочий механізм кузні складається з осі молота, молота, дерев'яної балки (25: 22 см), брусів кріплення осі молота, бічних опор молота (дерев'яні балки 48: 33 см), підставки під наковальню, стальної наковальні (рис. 79). Механізм регулювання складається з чотирьох палок, перша прикріплена у верхньому кінці водяного жолоба, від цієї палки перпендикулярно йде привід до спеціально зробленого диска, який щільно прикриває отвір у днищі водяного жолоба. Майстер, якому необхідно привести в рух молот, тягне донизу четверту палку і таким чином піднімає диск, через який вода попадає на барабан, він починає крутитись і приводить у рух молот. В приміщенні було встановлено три механічних молоти, там же знаходяться і п'ять печей з цегли на глиняному розчині. на початку 1945 року кузню перетворили в Лисичівський ковальський завод «Сила». Того ж року завод виробив (подаємо мовою оригіналу): мотики — 3317 штук, кирки — 225, підкови — 2000, рискачі — 100, рафи — 95, лопати — 480, чекани — 340, сокири — 280, иртувки — 127, підкови — 2570, коси — 872 на суму 7,612,22 тис. крб. У 1960-х виробництво передали до Іршавського промкомбінату, а наприкінці 1960-х узагалі закрили. Але 1971 року цех відновили і надали статус пам'ятки промархітектури і реставрували як кузню-музей. Нині «Гамора» — єдина діюча водяна кузня в Україні, яка має статус історичної пам'ятки, і чи не єдина в Європі, що вже понад 300 років дзвенить потужним молотом. А ще щорічно тут проводиться фестиваль ковальського мистецтва та народних промислів «Гамора»

## Релігія
У селі Лисичеві знаходяться дві діючі церкви: Костел Посвячений Св. Йоану Павлу ІІ (РКЦ) і Церква св. арх. Михайла (УПЦ).
Розподіл населення за релігією за даними перепису населення 1921 року:
| Релігія        | Відсоток |
| -------------- | -------- |
| Греко-католики | 68,3%    |
| Православні    | 24,2%    |
| Римо-католики  | 3,9%     |
| Юдеї           | 3,6%     |

### Церква св. арх. Михайла. 1832 (УГКЦ)
У 1801 р. в селі була дерев'яна церква Пр. Діви Марії в доброму стані, яку згадують і в 1835 р.
Мурована церква була споруджена стараннями вірників та сім'ї графа Телекі в 1832 р. і посвячена в 1837.
У 1902 р. лисичівські емігранти в США зібрали на її прикрашення 307 корон. Розповідають, що коли в 1916 р. з церков знімали дзвони на військові потреби, з лисичівської церкви скинули величезний дзвін, який був найбільшим у окрузі, і від удару на церковних мурах з'явилися тріщини.
За часів СРСР церкву зняли з реєстрації 9 січня 1953 р. і розібрали в 1959 p., а каміння використали для спорудження школи.

### Церква св. арх. Михайла. 1927 (УПЦ)
Муровану православну церкву збудували від 1924 до 1927 р. у базилічному стилі, але без вежі. Трохи вище поставили дерев'яну каркасну дзвіницю. Поряд у дерев'яній дзвіниці — дзвони зі старої церкви. Малий дзвін — найдавніший, відлитий Антоном Новотні в м. Тімішоара (Румунія) в 1807 p., великий відлив Р. Маноушек у Брно в 1926 р., а середній відлив для православної громади Р. Герольд у Хомутові в 1924 р. Фундував цей дзвін Михайло Лапко. Малювання в церкві виконав Іван Андрішко в 1976 р.

### Церква св. арх. Михайла. 1999 (УПЦ)
Оскільки церква вже давно не вміщає вірників, на місці, де колись стояла греко-католицька церква, розпочали спорудження нового цегляного храму, а очолив цю справу місцевий священик о. Михайло Бучмей. Настоятель взяв за основу церкву драгівського монастиря в урочищі Забродь, дещо змінивши проект.
У 1997 р. було закінчено основні будівельні роботи. Активну участь у спорудженні взяли Іван Денчеля, Федір Мелеш. Директор Кушницької філії механічного заводу П. Ф. Ціцай забезпечив виготовлення п'яти 4,5-метрових хрестів. Освятив храм єпископ Євфимій 25 квітня 1999 р.

### Костел Посвячений Св. Йоану Павлу ІІ.2017 (РКЦ)
У 1993 році місцеві католики латинського обряду придбали звичайний сільський будинок та пристосували його для богослужінь в якості каплиці. 
8 серпня цього ж року відбулось освячення цієї каплиці.
У другому десятилітті XXI століття у Лисичово спорудили невеликий храм-каплицю, яку 24 жовтня 2017 року під додатковим титулом св. Йоана Павла ІІ консекрував Апостольський нунцій в Україні Клаудіо Гуджероті.
Каплицю та вірян обслуговують дієцезіальні священики з парафії Зіслання Святого Духа у Довгому.

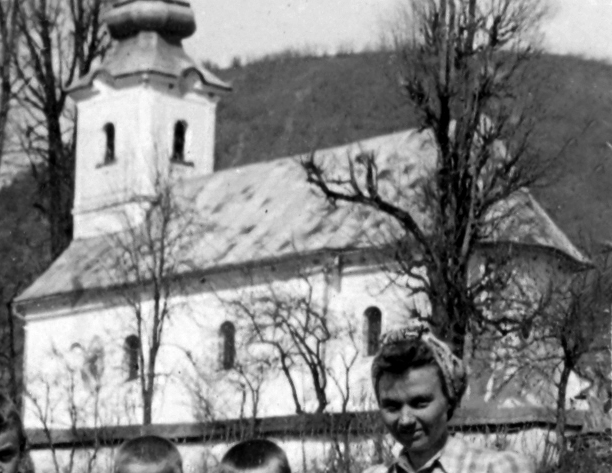
Церква св. арх. Михайла. 1832 (УГКЦ)
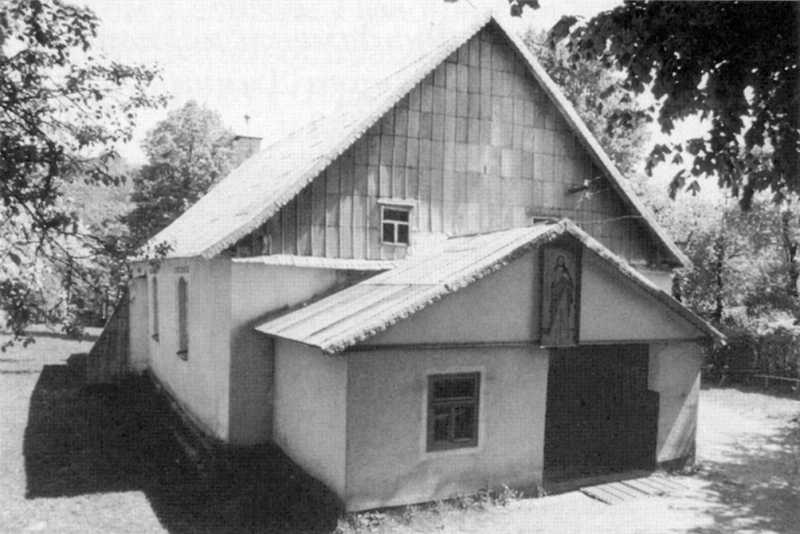
Церква св. арх. Михайла, 1927р.(УПЦ)
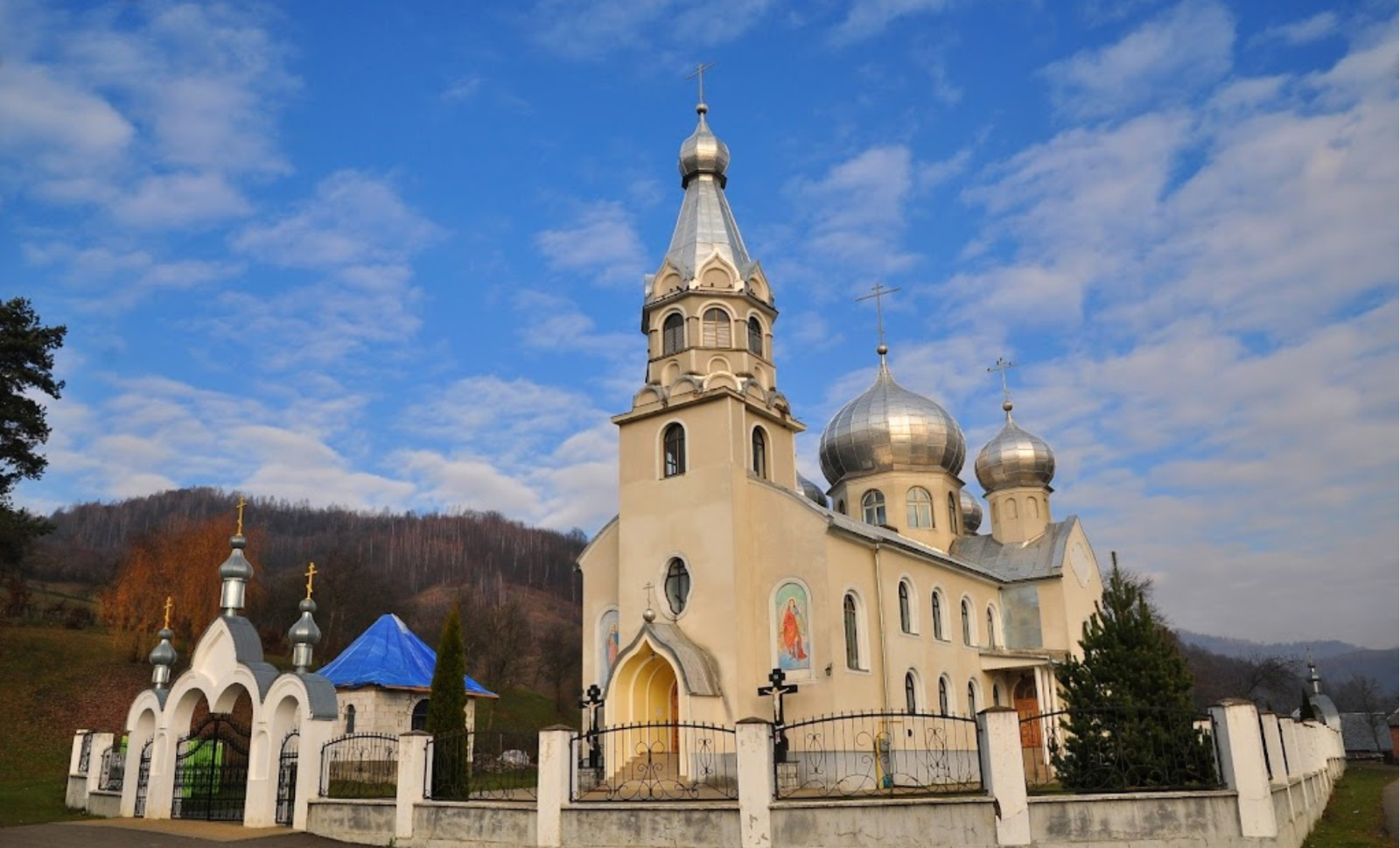
Церква св.арх. Михайла (УПЦ МП)
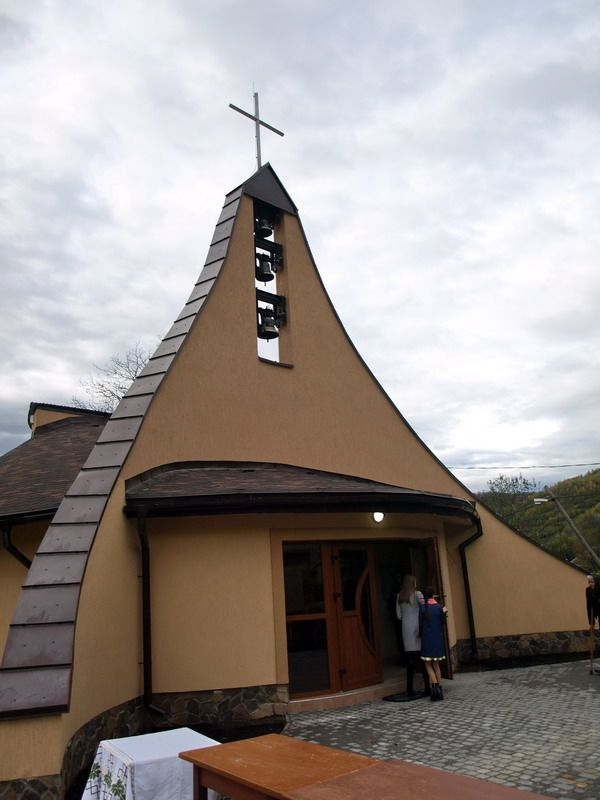
Костел Посвячений Св. Йоану Павлу ІІ (РКЦ)

## Фестивалі
Фестиваль «Гамора» проводиться один раз на рік в останні вихідні червня в кузні «Гамора» та на прилеглій до неї території. Це культурно-мистецька акція, відкрита для представлення усіх напрямків ковальського мистецтва, професійних та аматорських фольклорних ко лективів, окремих митців, що проводиться з метою сприяння розвитку традиційного народного мистецтва, популяризації етнічних і культурних традицій. Це також творче змагання майстрів ковальського мистецтва та демонстрація творчих здібностей.Фестиваль заснований в 1987 році. Засновники – голова райвиконкому Іван Грицак, сільський голова Ярослав Пальок, лісничий Михайло Денчиля, начальник Іван Продан, які на той час працювали в Довжанському лісокомбінаті.В історії фестивалю можна виділити 3 етапи. Перший етап відбувся в рамках районного фольклорного фестивалю під назвою «На Гамору гуслі кличуть». На другий фестиваль були запрошені й ковалі і проходив він під назвою «Фестиваль ковальського мистецтва та фольклору». Третій етап фестивалю триває з 2007 року як  фестиваль ковальського мистецтва та етнічної музики.Засновниками та організаторами фестивалю «Гамора» на сучасному етапі є сільська громада села Лисичово, Іршавська РДА, Іршавська районна рада, Громада ковалів Закарпаття «Клепачі», ГО «Боржавська ініціатива», орендар кузні-музею «Гамора», районна спілка ковалів Іршавщини.Щороку фестиваль відвідує близько 10 тис. осіб – місцеві жителі, туристи з інших областей України, а також туристи з близького зарубіжжя

## Відомі люди
- Дубіш Іван  (1927—2002) -  український живописець і графік. Заслужений художник України (1995)[6].
- Біляк Сидір (1889—1944) - український педагог, фольклорист, публіцист, етнограф.
- Костраба Анна  (нар. 1967) - радянська та українська футболістка, півзахисниця. Майстер спорта Росії (з 1993р)
- Рознійчук Іван (1910—1945) - український письменник-сатирик, працював вчителем в лисичівській загальній школі (1942- 1943р)

## Цікаві факти
- За даними угорського журналу «Полювання та змагання» 1886 року(Vadász- és Versenylap[hu] 30. évfolyam, 1886 / 11. szám) за 1885 рік в маєтках графської родини Телекі[hu] Долга та Рокамезо було вбито [7]:

|             | Мисливцями | Вовчими зграями | Отрутою |  | Разом |
| ----------- | ---------- | --------------- | ------- |  | ----- |
| Олень♂      | 10         | 7               | 0       |  | 17    |
| Олень♀      | 1          | 15              | 0       |  | 16    |
| Сарна       | 19         | 10              | 0       |  | 29    |
| Свиня дика  | 10         | 2               | 0       |  | 12    |
| Заєць       | 10         | 2               | 0       |  | 25    |
| Орябок      | 74         | 0               | 0       |  | 74    |
| Крижень     | 2          | 0               | 0       |  | 2     |
| Ведмідь     | 3          | 1               | 1       |  | 5     |
| Вовк        | 0          | 0               | 4       |  | 4     |
| Лисиця      | 7          | 0               | 20      |  | 27    |
| Кіт лісовий | 2          | 0               | 0       |  | 2     |
| Видра       | 2          | 0               | 0       |  | 2     |
| Яструб      | 8          | 0               | 0       |  | 8     |
|             |            |                 |         |  |       |
| Разом       | 161        | 37              | 25      |  | 233   |

- 10 грудня 1914 року на перевалі Прислоп відбувся бій між 3-й піхотним полком[pl] (2-а Бригада Польських легіонів) та російськими військами[8].[9]
- Село Лисичево згадується в романі "Довга ніч"(Dlouhá noc ) Яна Дрозда
- У січні 1934 року відбувся страйк в Лисичеві, Довгому та Кушниці. Лісоруби страйкували за підвищення зарплати. Їх щоденна зарплата не перевищувала 10 крон.[10]
- В виборах до Сойму Карпатської України 12 лютого 1939 року жителі Лисичева відали 955 голосів за УНО.[11][12]
- 27 червня 1947 року повстанці УПА відділу "Журавлі" знищили в с. Лисичево телефонну централь та роззброїли двох її працівників, що там знаходились[13].
- У 1947 році на Гаморі була встановлена гідроелектростанція, яка забезпечувала у вечірній час освітлення 70% житлових будинків Лисичева та повністю вуличне освітлення. Електростанція пропрацювала до 1963 року.[14]
- Січень 1984 року в с. Лисичево Закарпатської обл. міліція пробувала розігнати колядників. Молодь побила міліціонерів, а їхні автомашини зіпхнула у рів.[15]

## Туристичні місця
- Діюча водяна кузня «Гамора»
- Церква Святого Йоана Павла ІІ. 2017 р.
- Церква Святого архистратига Михайла. 1927 р.
- Церква Святого архистратига Михайла. 1999 р.
- Джерело мінеральної води Тросна
- Річка Лисичанка
- Гора Сова - 561,6 м.
- Гірський перевал Прислоп - 937,6 м.
- Озеро Репинне
- Гора Кук - 1361 м.

## Галерея

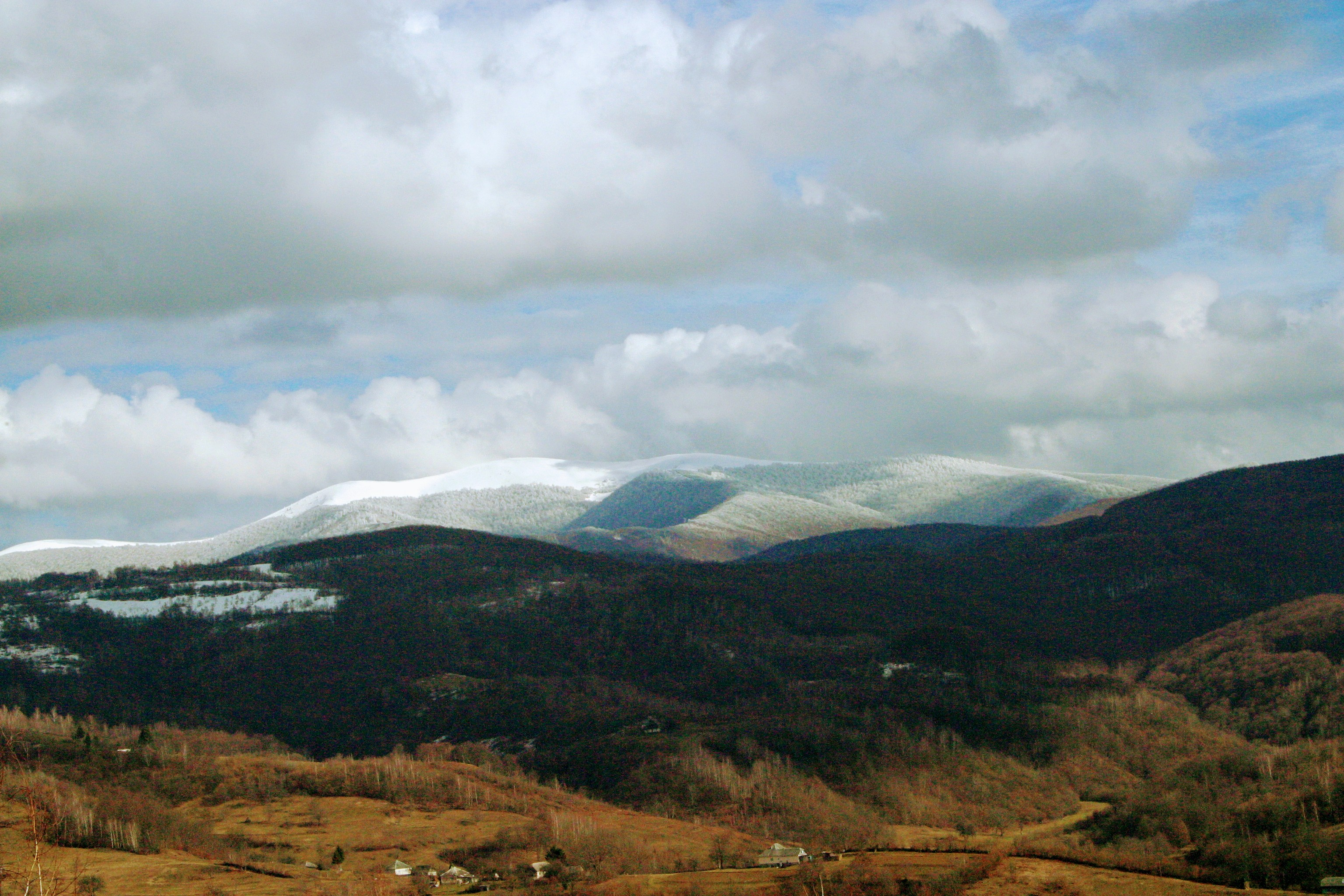
Вид з г.Сова на г.Кук
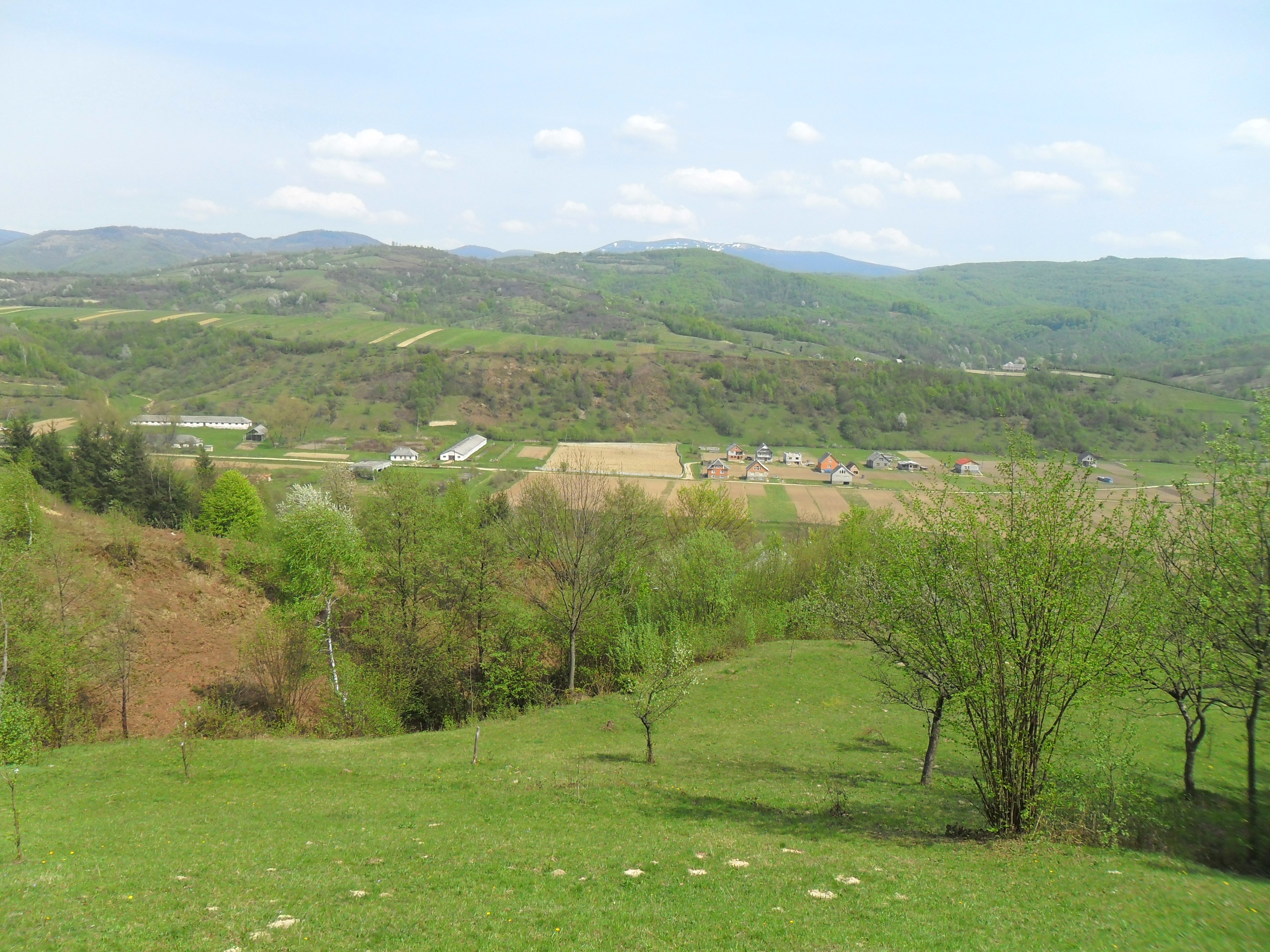
Вид з Борсучин
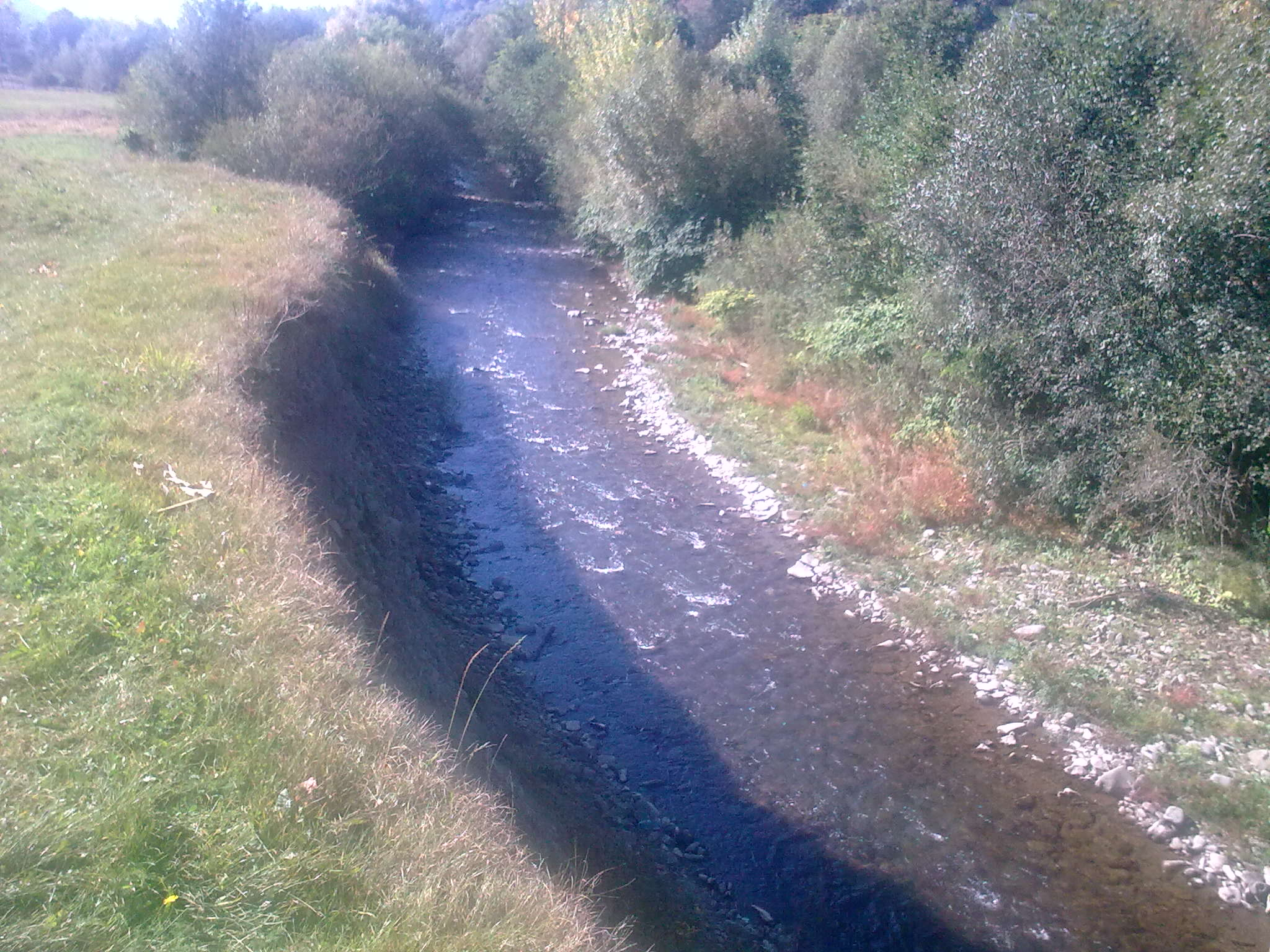
Річка Лисичанка
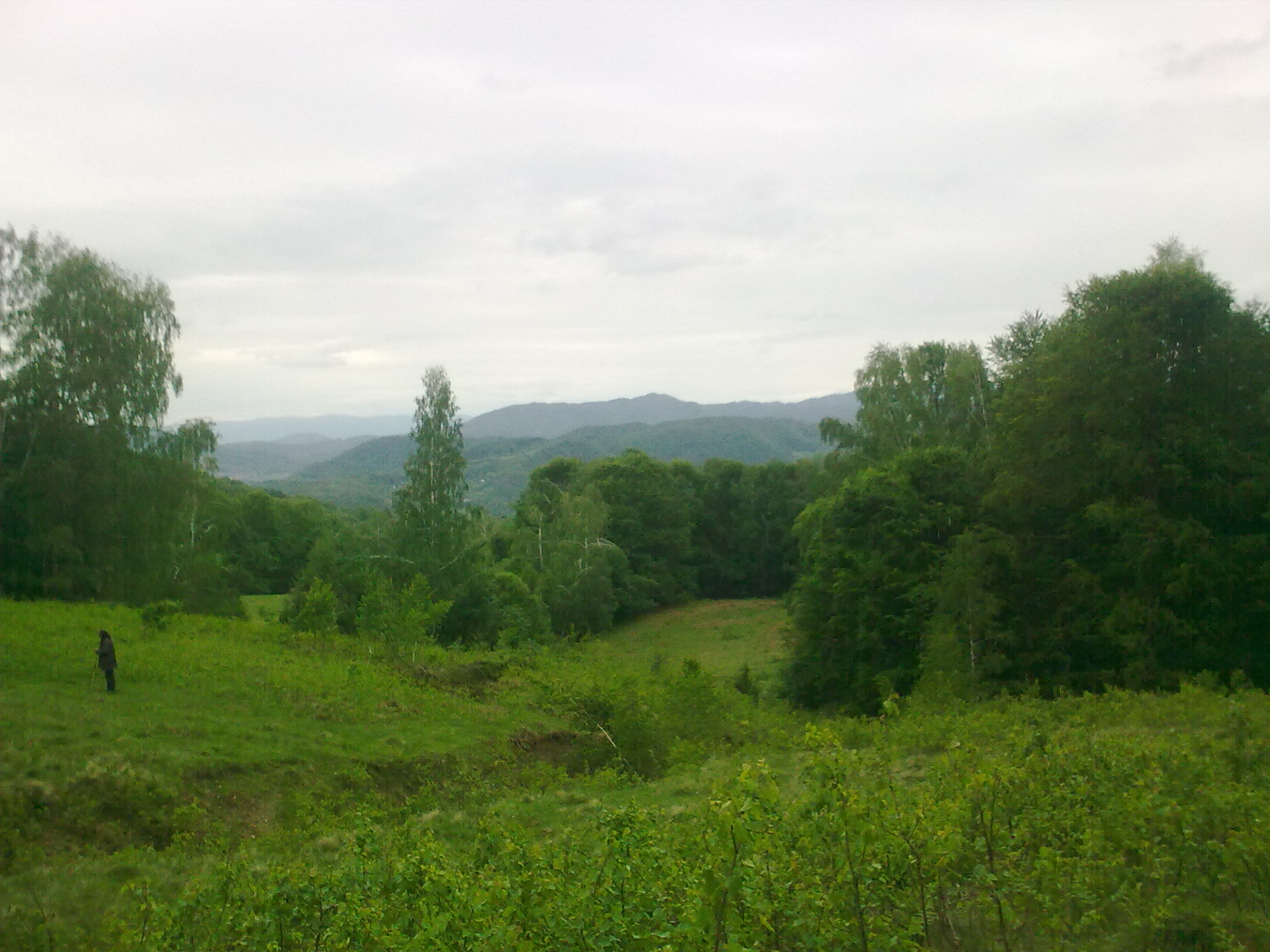
Урочище Крісло
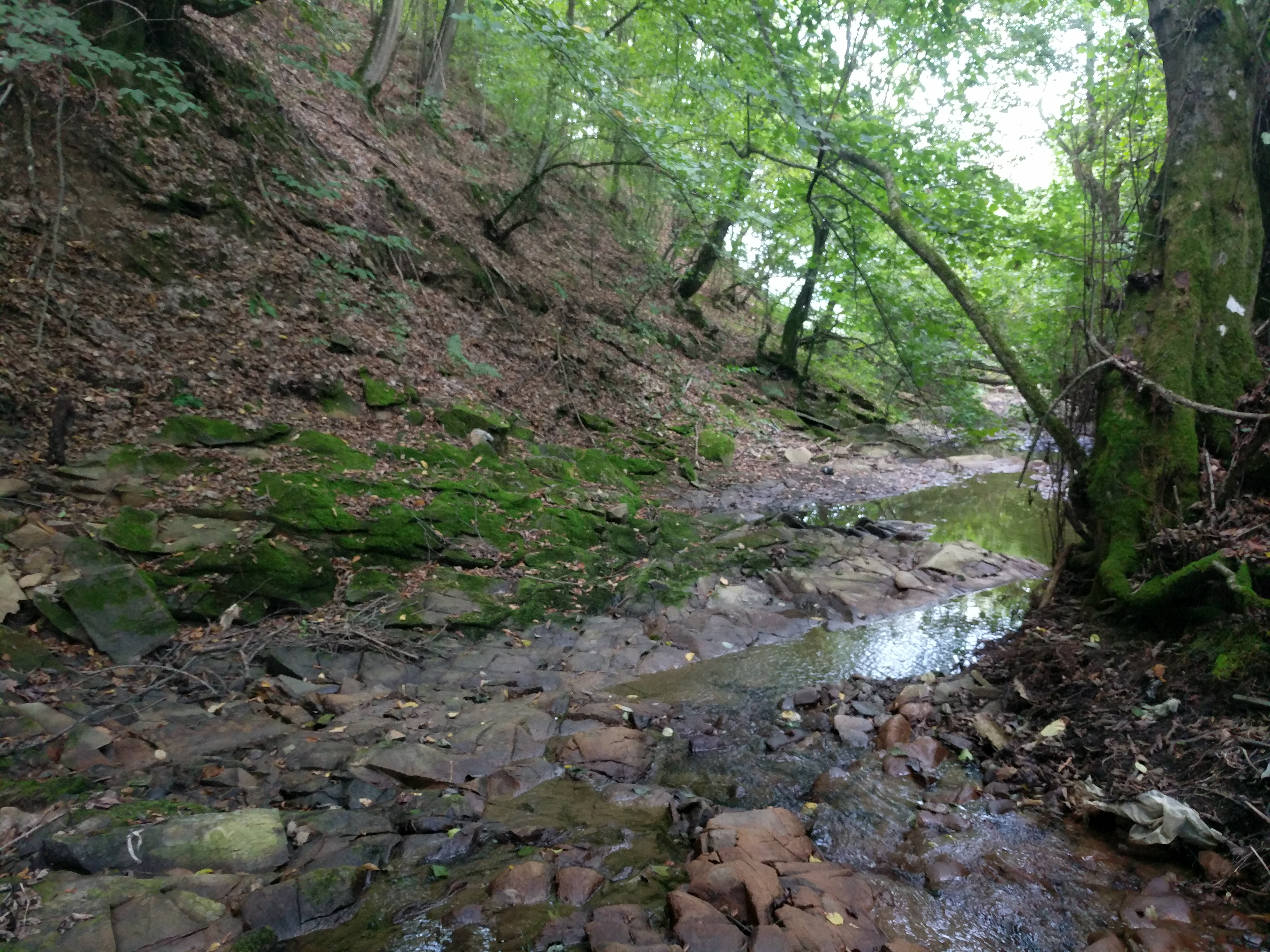
Річка Лисицький
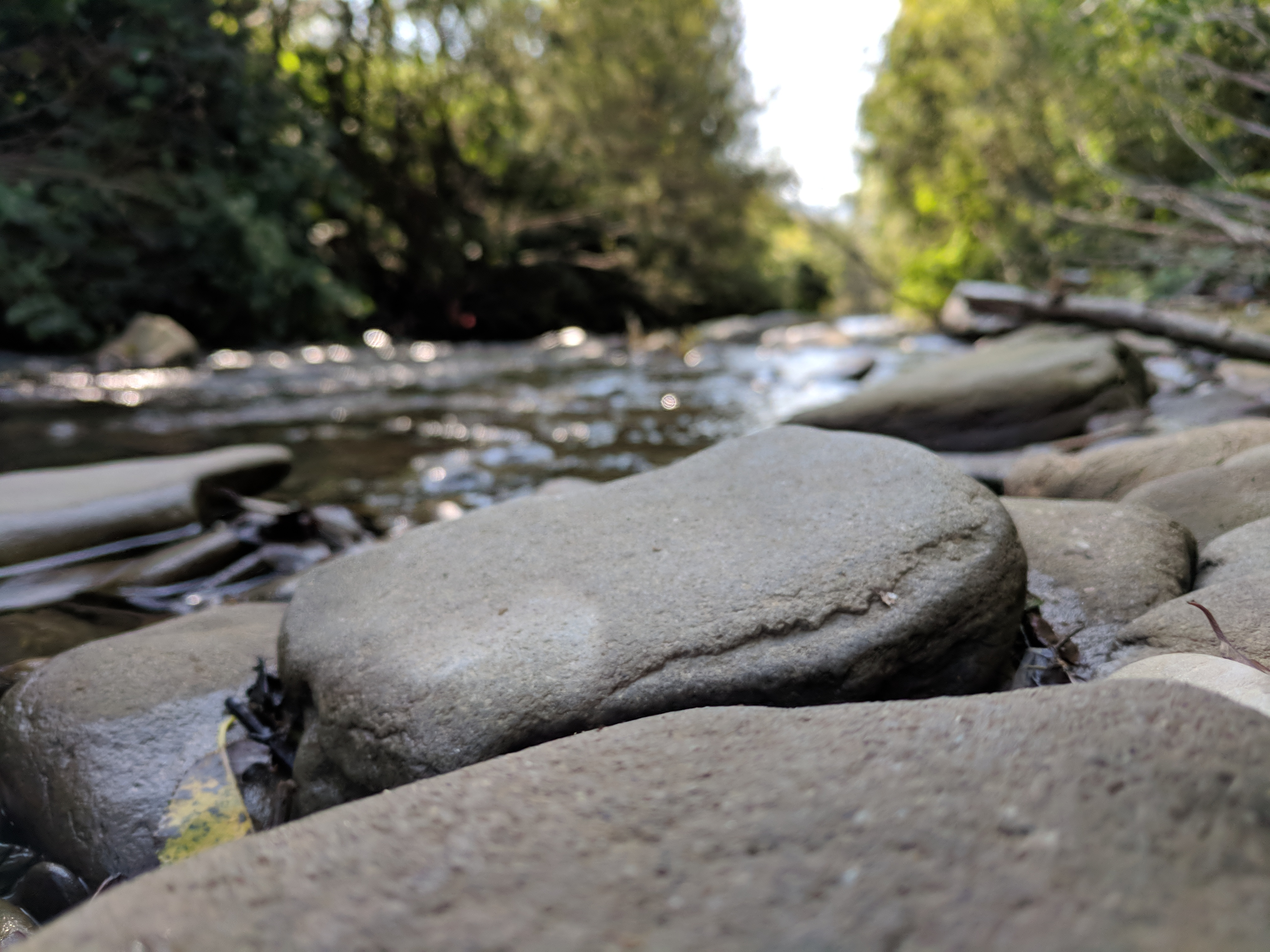
Рельєф Лисичанки

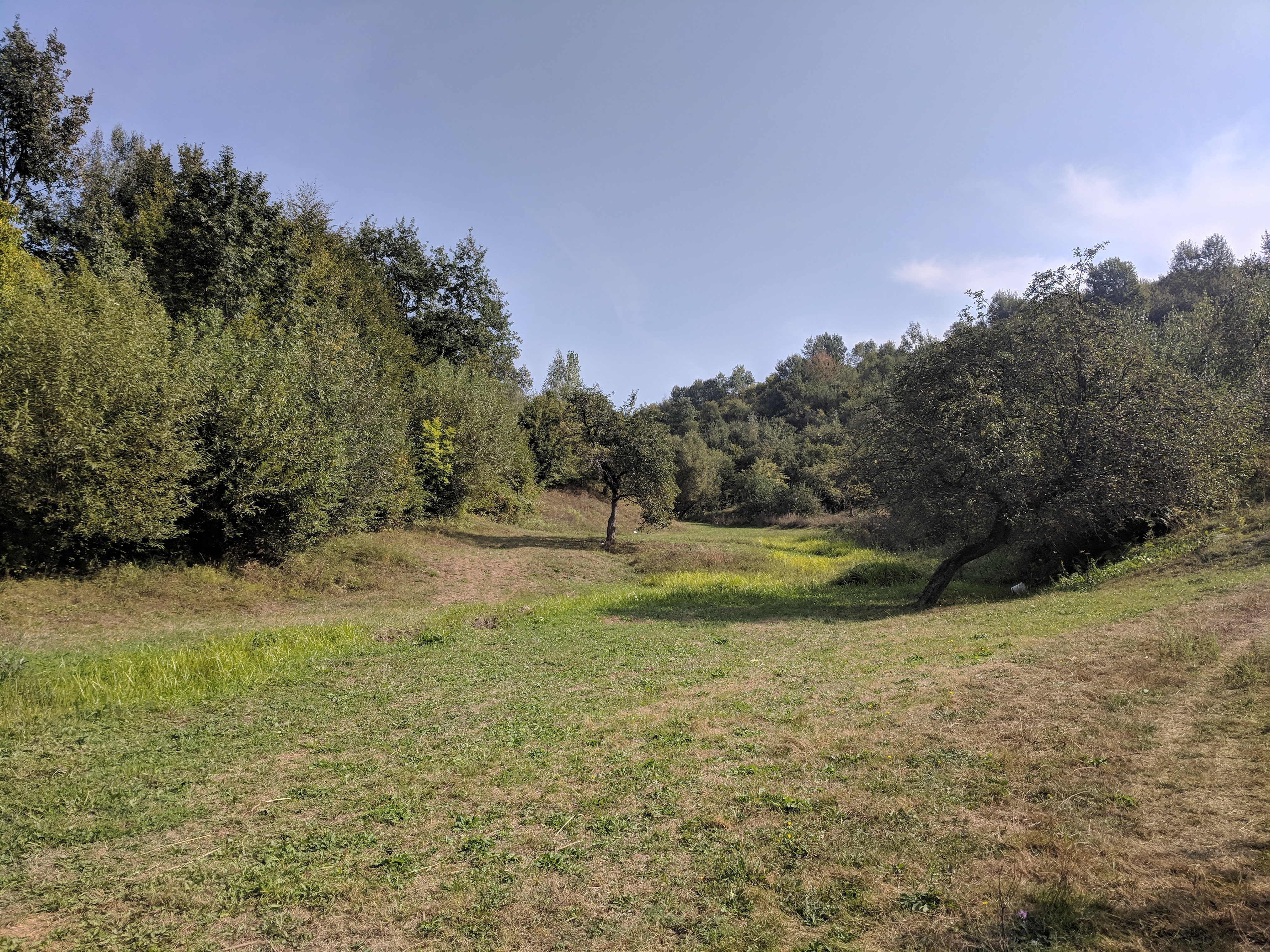
Трепетистий
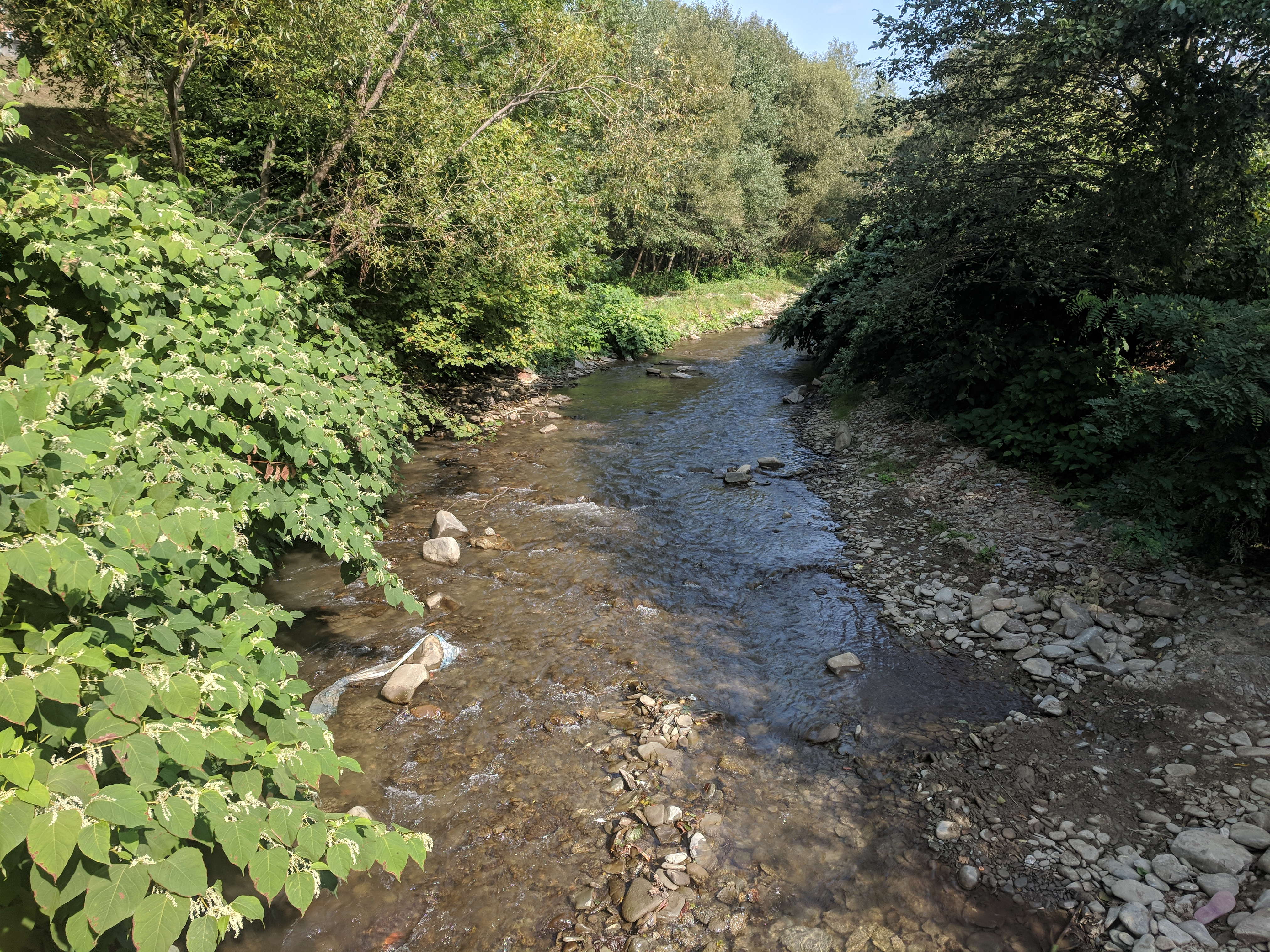
Лисичанка
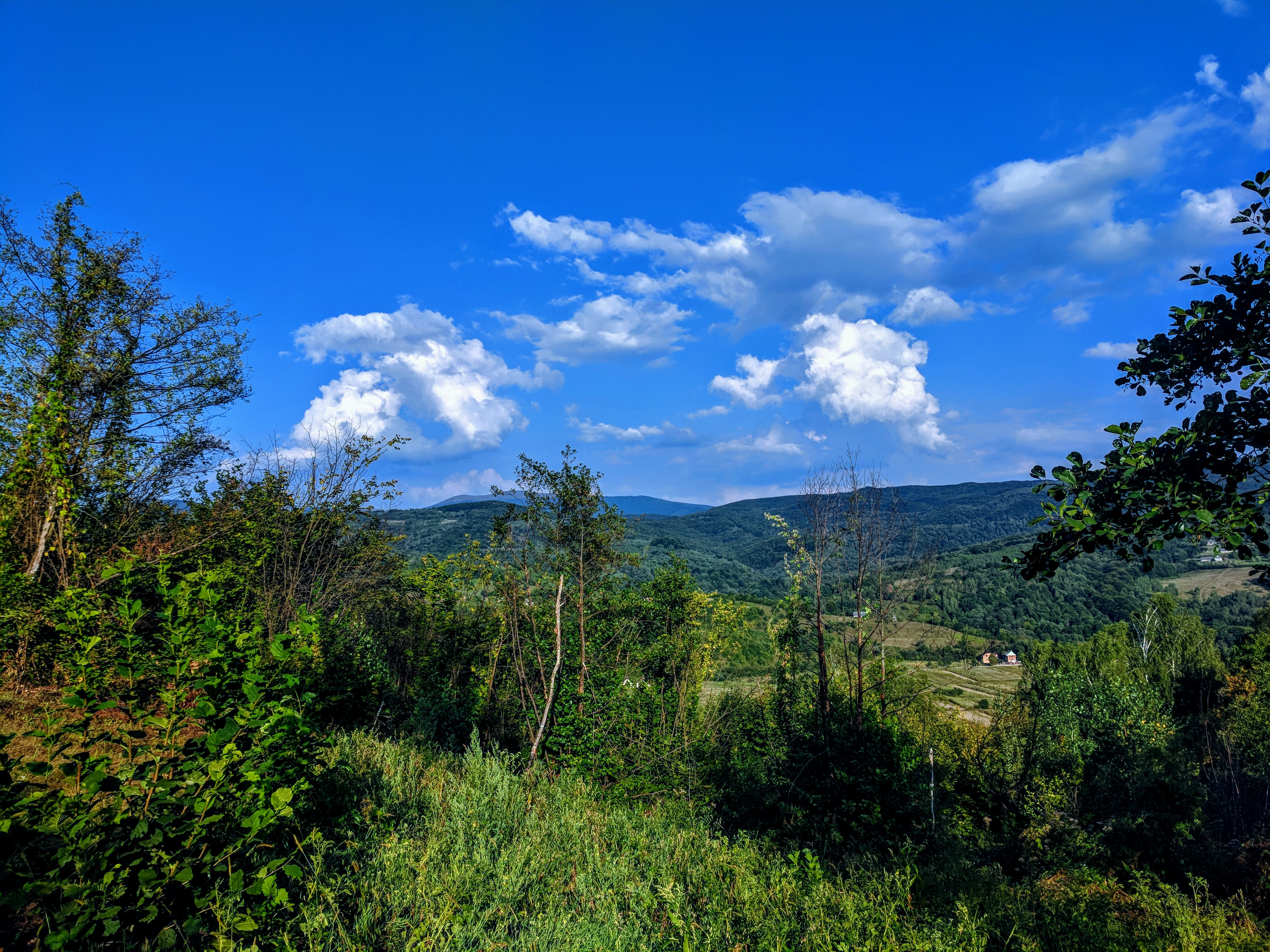
Вид з урочища Ділок
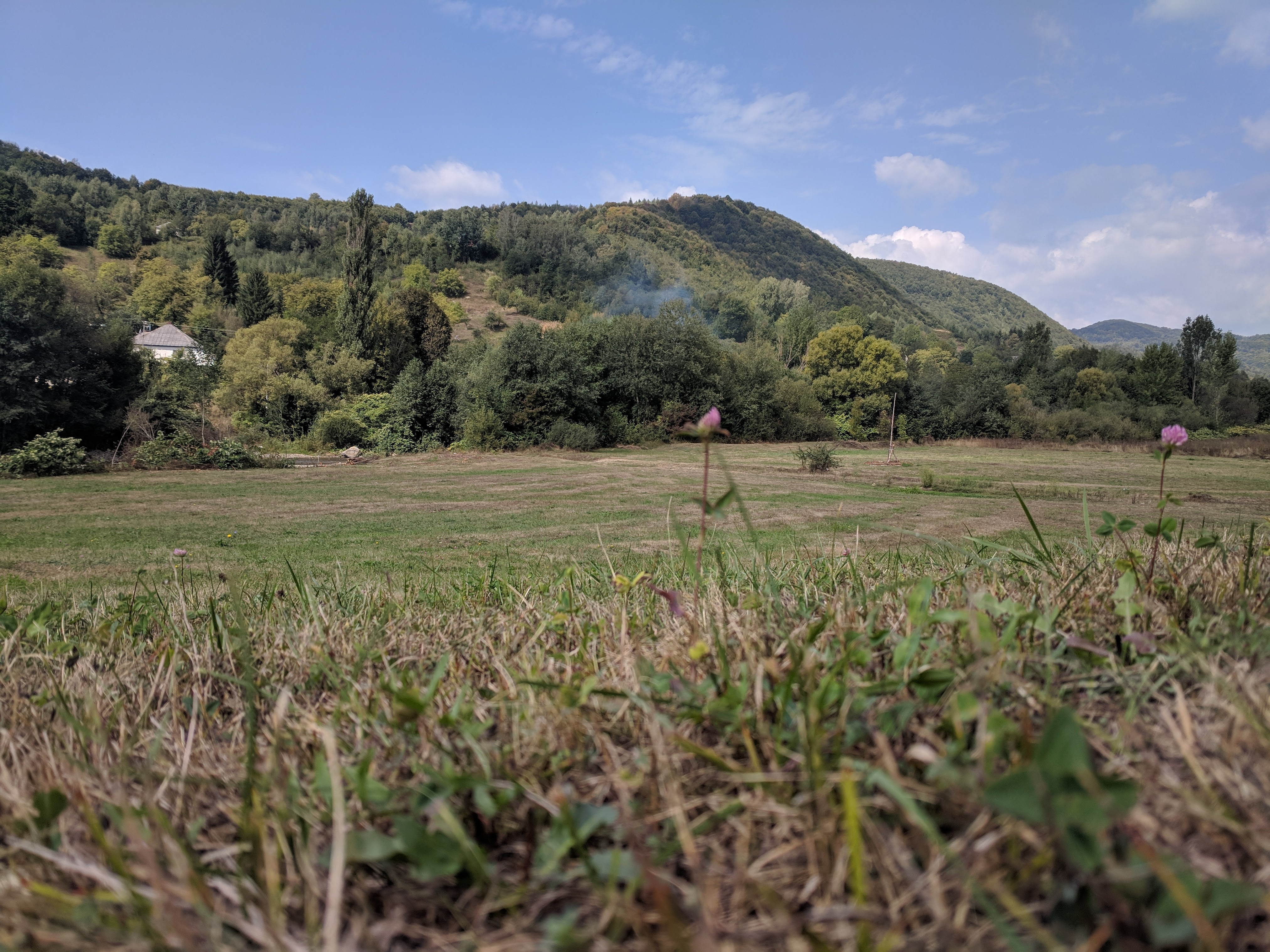
Вид на г.Сова
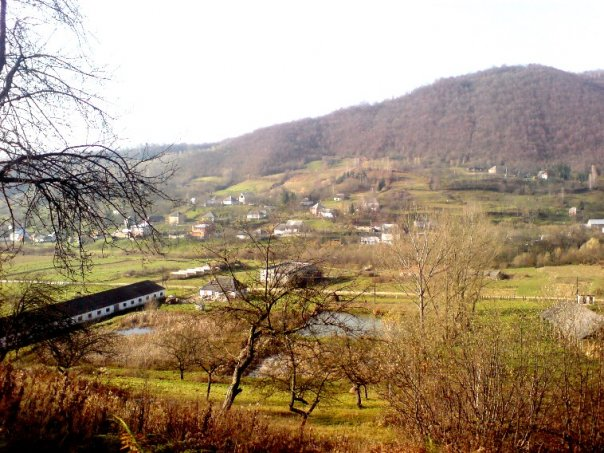
Даниця
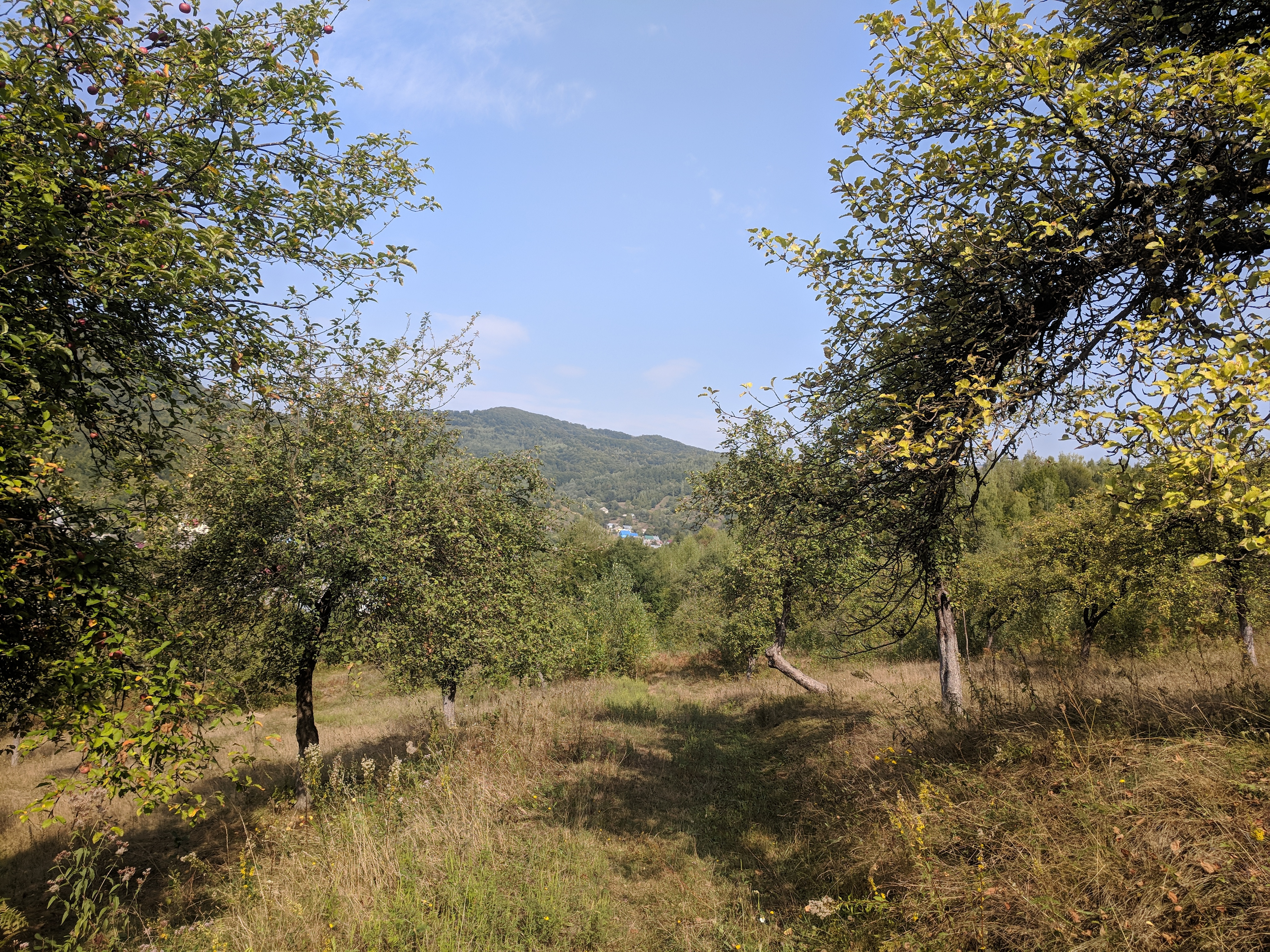
Яблуневий сад в Трепетистому

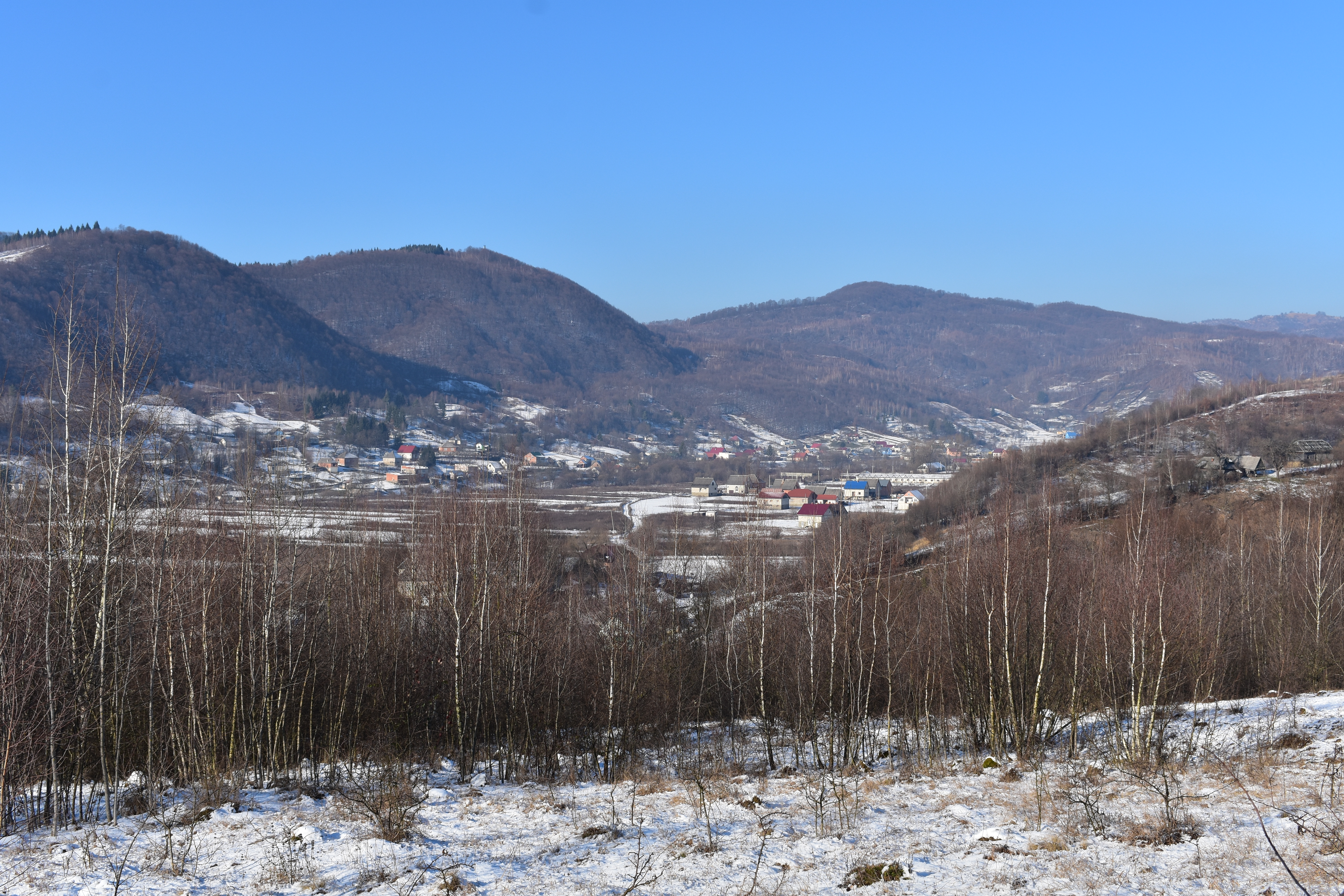
Вид на Лисичево
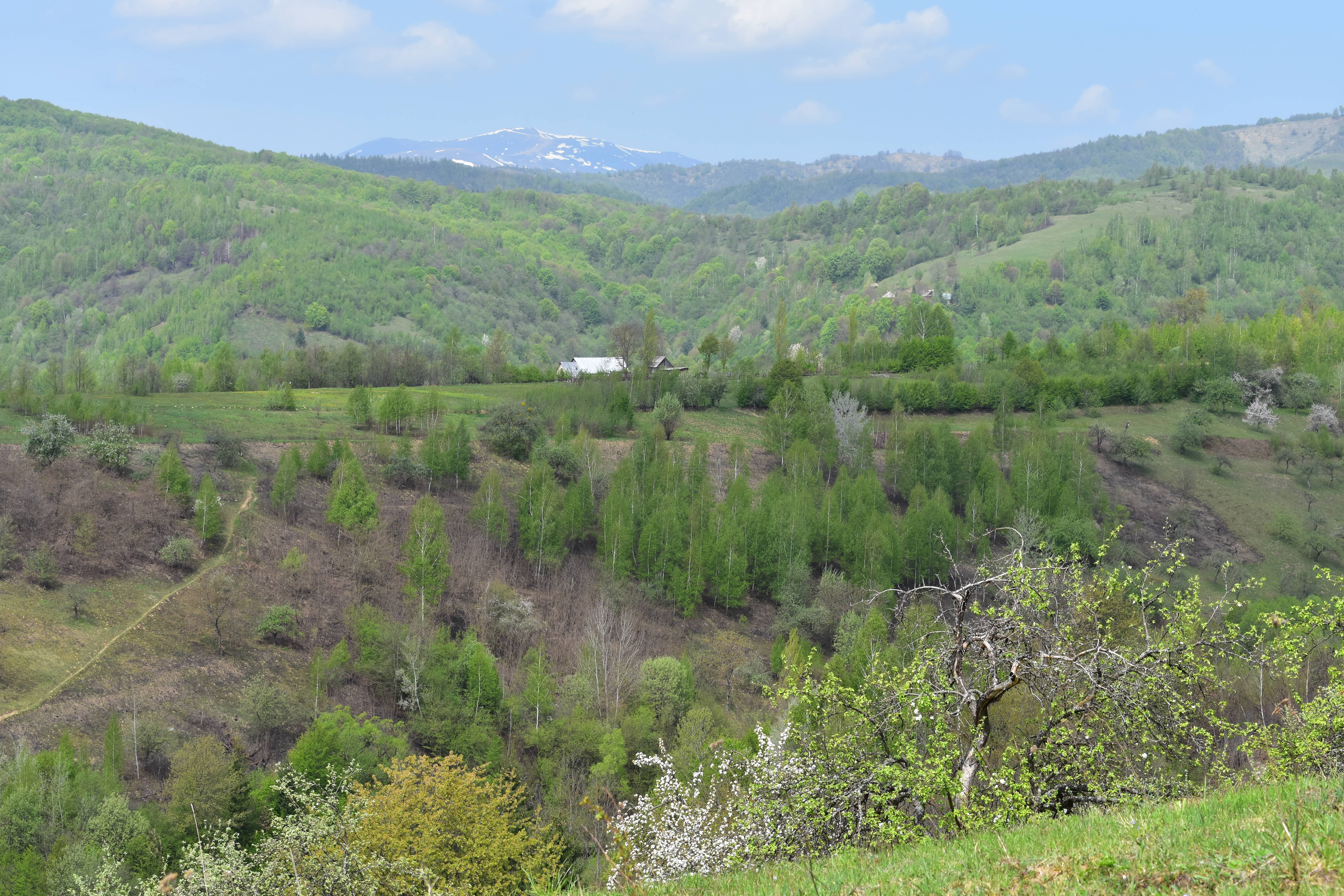
Вид на г.Стій
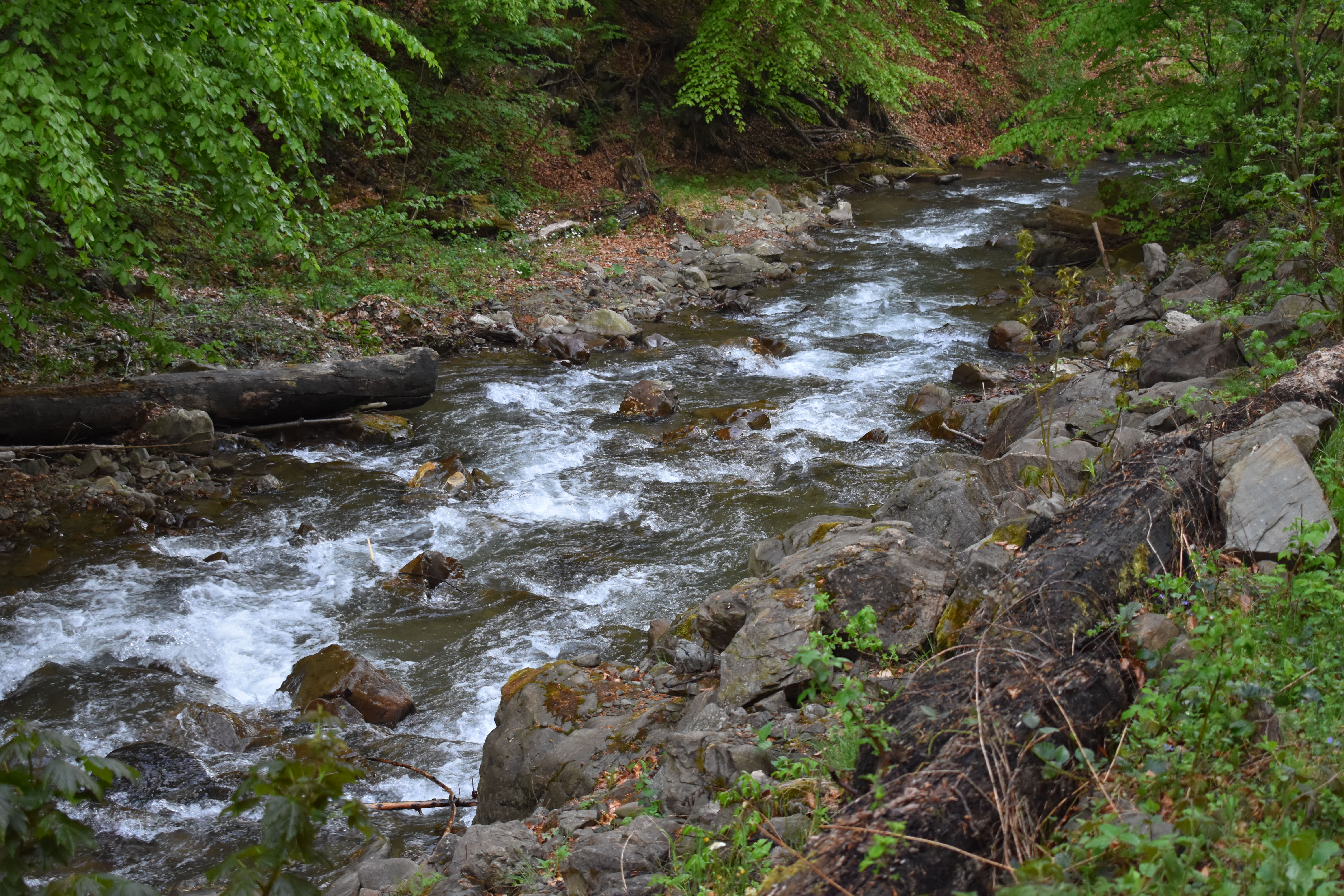
Річка Васькова у північній частині села
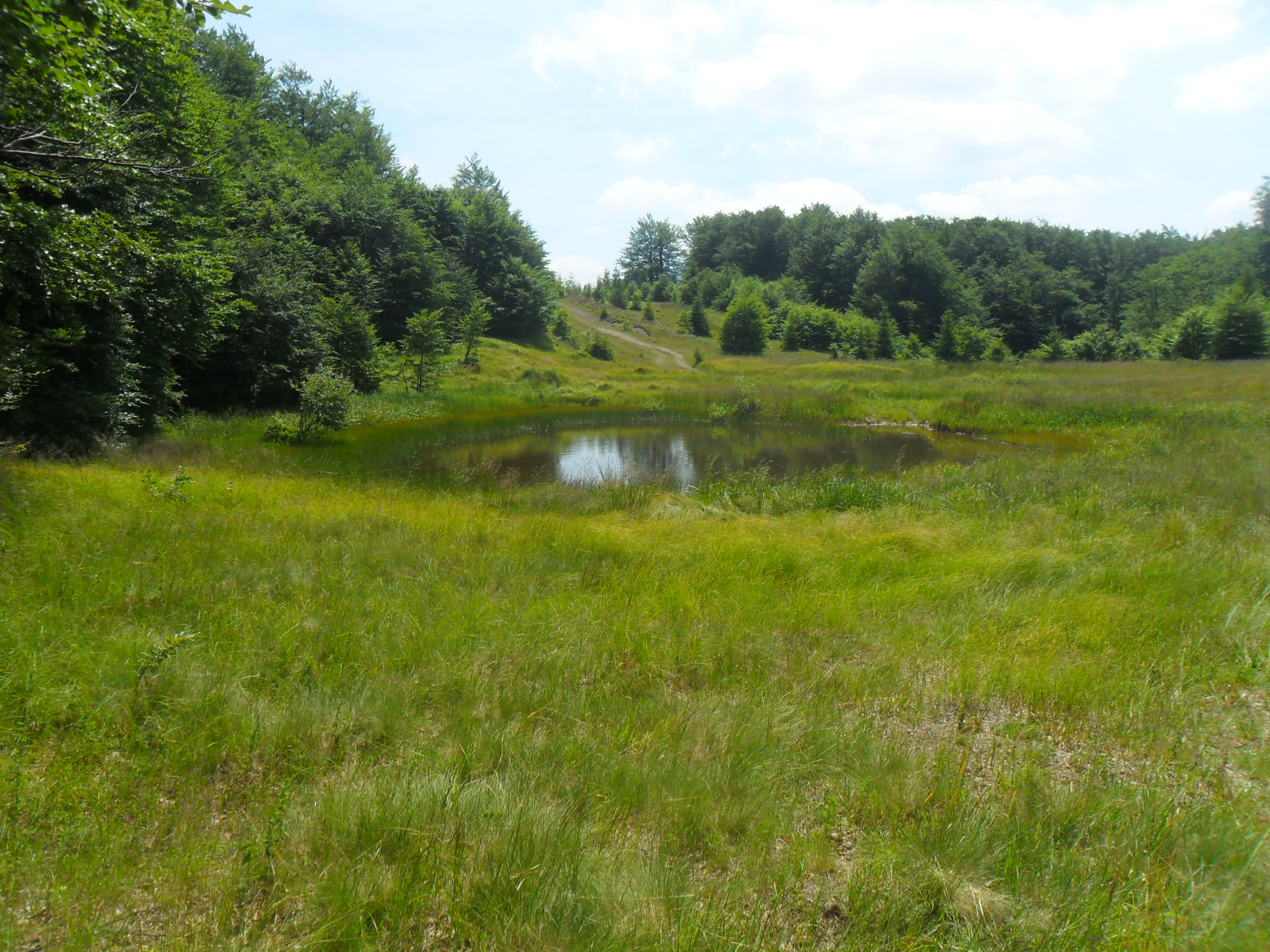
Озеро Рипинне
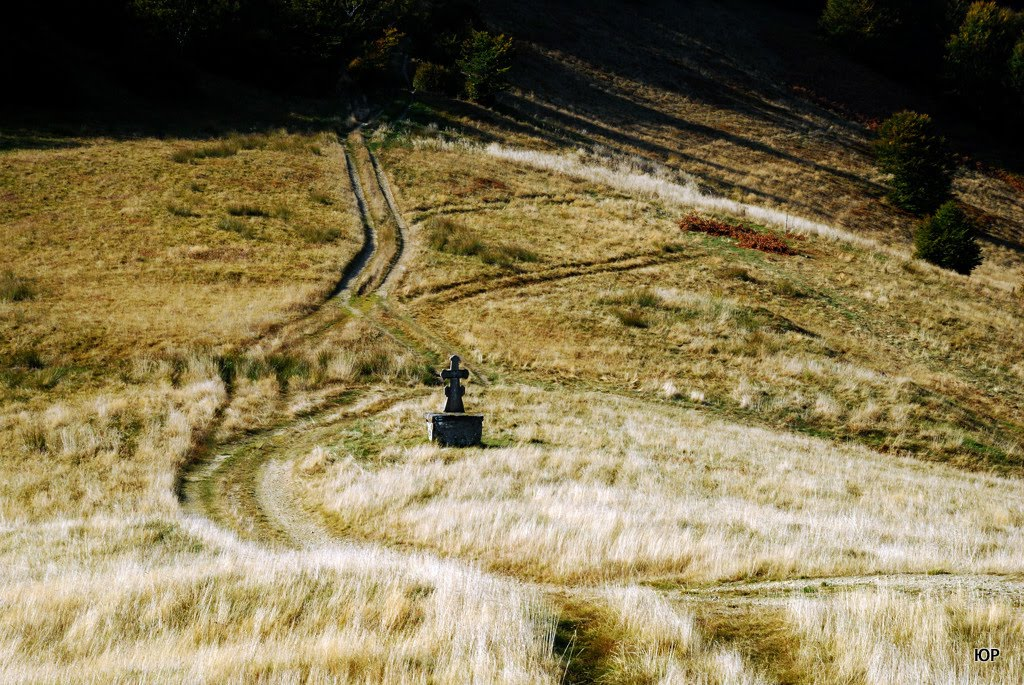
Гірський перевал Присліп